# Stenostomum imbricatum
Stenostomum imbricatum är en måreväxtart som beskrevs av Attila L. Borhidi. Stenostomum imbricatum ingår i släktet Stenostomum och familjen måreväxter. Inga underarter finns listade i Catalogue of Life.